# Llista d'arquebisbes de Tarragona
El cap de l'Arxidiòcesi (o Arquebisbat de Tarragona) és l'Arquebisbe de Tarragona, el bisbe més important de Catalunya. Té el títol de Primat de les Espanyes i és arquebisbe metropolità.
| Núm. | Nom                                        | Període        | Ressenya biogràfica |
| --- | ------------------------------------------ | -------------- | --- |
| - | Sant Fructuós                              | ?-259          | Primer bisbe conegut. Morí martiritzat a l'Amfiteatre de Tàrraco |
| - | ?                                          | (314)          | Probatius i Castorius són enviats de l'arquebisbe al Concili d'Arles |
| - | Himeri                                     | 366?-390?      | El papa Sirici I li va enviar la primera decretal coneguda a un bisbe, en el qual el nomenava primus inter pares (primer entre iguals) |
| - | Hilari                                     | 390?-409?      | Va rebre una decretal del Papa Innocenci I |
| - | Pròsper                                    | 409?-410?      | - |
| - | Paterminus                                 | 410?-417       | - |
| - | Ticià                                      | 417-420        | És el primer bisbe anomenat Metropolità |
| - | Ascani                                     | ?-465          | - |
| - | Emilià                                     | 465-469        | - |
| - | Joan                                       | 470-520        | Va presidir un Concili a Tarragona i un a Girona |
| - | Sergi                                      | 520-555        | Va convocar concilis a Barcelona i Lleida. El bisbe Sant Just d'Urgell li va dedicar un comentari al Càntic dels Càntics |
| - | Agnel                                      | 556-560?       | - |
| - | Tranquil·lí                                | 560-580        | Havia estat monjo del monestir d'Asana i deixeble de sant Victornus |
| - | Eufemi                                     | 580-589        | Envià el diaca Esteve a representar-lo al III Concili de Toledo. Va convocar concilis a Barcelona i Saragossa |
| - | Artemi                                     | 589-599?       | - |
| - | Asiàtic                                    | 599-610        | - |
| - | Eusebi                                     | 610-632        | Va convocar un concili a Ègara, successor del d'Osca |
| - | Audax                                      | 633-635        | Va participar en el IV Concili de Toledo |
| - | Selva                                      | 635-637        | - |
| - | Protasi                                    | 637-646        | Va participar en el VI i el VII Concili de Toledo |
| - | Faluax                                     | 647-668        | - |
| - | Cebrià                                     | 683?-691?      | Va enviar representants als XIII, XIV i XV Concili de Toledo |
| - | Vera                                       | 691?-711       | Va participar en els XVI i XVII Concili de Toledo |
| - | Sant Pròsper                               | 711-713        | Últim arquebisbe de Tàrraco, presencià la destrucció de la ciutat per part dels musulmans. Abans de fugir es va endur les restes mortals de sant Fructuós. |
| seu vacant (713 - 1091): El 713 deixa d'existir l'Arquebisbat de Tàrraco. Amb l'avenç de la reconquesta cristiana, hi ha tímids intents de restauració de la Seu als segles x i xi pel clergue Cesari (956-981) i pel bisbe Ató de Vic (970-971), però no serà fins l'1 de juliol de 1091 quan el papa Urbà II, amb la butlla Inter primas Hispaniarum urbes, va restituir a Tarragona la seu arquebisbal amb la seva antiga dignitat eclesiàstica metropolitana i va nomenar primer arquebisbe de l'arxidiòcesi restaurada el bisbe de Vic Berenguer Sunifred. |                                            |                | |
| 1 | Berenguer Sunifred de Lluçà o de Rosanes   | 1091-1099      | Bisbe de Vic. Va rebre el nomenament papal però mai va usar el títol d'arquebisbe, ja que no hi pogué residir. Va participar com a primat de Tarragona en el Concili de Nimes. |
| seu vacant (1099 - 1118) fins que no s'aconseguís la repoblació de la zona actual del Tarragonès, que durant aquest període estigué gairebé deshabitada. |                                            |                | |
| 2 | Sant Oleguer                               | 1118-1137      | Bisbe de Barcelona. Nomenat arquebisbe de Tarragona el 1118, pressionà el comte de Barcelona per tal de dur a terme la reconquesta definitiva de Tarragona |
| 3 | Gregori                                    | 1143-1146      | Abat de Cuixà. Provisional, mentre es resolia la successió d'Oleguer a Tarragona. |
| 4 | Bernat Tort                                | 1146-1163      | Va ordenar ocupar els llocs de culte romans. Fundà el capítol de canonges de la catedral amb canonges vinguts del monestir de sant Ruf, prop d'Avinyó |
| 5 | Hug de Cervelló                            | 1163-1171      | Assassinat el 22 d'abril de 1171 per Berenguer d'Aguiló (fill del comte Robert d'Aguiló) durant les lluites eclesiàstico-civils de Tarragona |
| 6 | Guillem de Torroja                         | 1171-1174      | Aconseguí fer exiliar els Aguiló, quedant-se ell com a governant absolut de Tarragona. Va començar les obres de la Catedral de Tarragona |
| 7 | Berenguer de Vilademuls                    | 1174-1194      | De la família dels Castellvell, fou nomenat tutor de l'infant de Bearn Guillem. Molt discutit a Bearn, fou assassinat per Guillem Ramon de Montcada, pare de l'infant |
| 8 | Ramon Xedmar de Castellterçol              | 1194-1198      | Va declarar la nulitat del matrimoni de Guillem Ramon de Montcada i Guillema de Castellvell. Després va jutjar i assotar públicament per Tarragona a Guillem Ramon, assassí de l'arquebisbe Berenguer |
| 9 | Ramon de Rocabertí                         | 1198-1215      | El 1210 cedí La Morera de Montsant per establir-hi una comunitat cistercenca femenina que l'any 1215 es va traslladar a Bonrepòs |
| 10 | Aspàreg de la Barca                        | 1215-1233      | Prior d'Escornalbou el 1227. Donà suport al rei Jaume quan encara era un nen. Envià mil dos-cents homes a la conquesta de Mallorca |
| 11 | Guillem de Montgrí                         | 1233-1239      | Fou un dels conqueridors d'Eivissa amb Jaume I qui li concedí dos quartons de l'illa |
| 12 | Pere d'Albalat                             | 1239-1251      | Establí amistat amb l'emir de Balansiya Abu Zayd, al qui convertí al cristianisme. Fou nomenat Baró d'Alforja i traslladà la seva residència a Alforja |
| 13 | Benet de Rocabertí                         | 1251-1268      | Durant la benedicció del ciri pasqual el dissabte sant de l'any 1256, els homes de l'arquebisbe entraren armats a la Catedral en resposta a l'excomunicació que havien rebut |
| 14 | Bernat d'Olivella                          | 1272-1287      | Bisbe de Tortosa. Fou un gran defensor dels pobles dels voltants de Tarragona |
| 15 | Rodrigo de Tello                           | 1288-1308      | El 1305 va firmar un decret que obligava a pagar 2/5 del cost de la nova muralla de Tarragona als pobles del Camp, els pobles van crear la Comuna del Camp de Tarragona per defensar els seus interessos. Fou l'últim arquebisbe en coronar un rei a Saragossa, Jaume el Just el 1297                                                                         |
| 16 | Guillem de Rocabertí                       | 1309-1315      | Va rebre del rei l'exempció d'impostos del camp. El 1312 va celebrar un judici contra els Templers, resultant innocents |
| 17 | Ximeno Martínez de Luna i Aragó            | 1317-1327      | El rei Jaume el Just adquireix en 1320 la relíquia del braç de santa Tecla, treslladada a Tarragona en 1323. |
| 18 | Joan d'Aragó i d'Anjou                     | 1327-1334      | Va consagrar la Catedral de Tarragona i es va veure obligat a reconèixer oficialment la Comuna del Camp |
| 19 | Arnau Sescomes                             | 1334-1346      | Conseller de Pere III. Tingué un paper destacat en la defensa dels Templers arran del procés de dissolució de l'orde a Catalunya el 1312, i en llegí la sentència absolutòria. |
| 20 | Sancho López de Ayerbe                     | 1346-1357      | Impulsor de les grans festes de Santa Tecla |
| 21 | Pere de Clasquerí                          | 1357-1380      | Instaura l'Octava a Santa Tecla el 1359 i declara el dia de Santa Tecla de precepte |
| 22 | Ènnec de Vallterra                         | 1388-1407      | - |
| 23 | Pere de Sagarriga i de Pau                 | 1407-1418      | Compromissari per Catalunya en el Compromís de Casp, on va donar el seu vot a Jaume II d'Urgell |
| 24 | Dalmau de Mur i de Cervelló                | 1419-1431      | - |
| 25 | Gonçal Ferrandis d'Híxar                   | 1431-1433      | - |
| 26 | Domènec Ram i Lanaja                       | 1434-1445      | President de la Generalitat de Catalunya (1428 - 1431). |
| 27 | Pero Ximénez de Urrea i de Bardaixí        | 1445-1489      | President de la Generalitat de Catalunya (1446 - 1449). Fou arquebisbe durant la Guerra civil catalana on es mantingué fidel al rei. Al Camp fou molt temut per les dures repressions a camperols, que es volien desvincular de la seva autoritat |
| 28 | Gonzalo Fernández de Heredia i Bardagí     | 1490-1511      | Bisbe de Barcelona (1478-1490). President de la Generalitat de Catalunya (1504 - 1506). Residí habitualment al monestir d'Escornalbou |
| 29 | Alfons d'Aragó                             | 1512-1514      | Bisbe de Tortosa (1475 - 1512), renuncià al títol de Comte de Ribagorça i fou president de la Generalitat de Catalunya (1500 - 1503) |
| 30 | Pere de Cardona                            | 1515-1530      | Bisbe d'Urgell (1472 - 1515), el seu ardiaca Bernat de Corbera va ser president de la Generalitat de Catalunya del 1518 al 1521 i, posteriorment, l'arquebisbe mateix va ser escollit Virrei de Catalunya (1521 - 1523) per Carles I |
| 31 | Lluís de Cardona i Enríquez                | 1531-1532      | Fou abat de Santa Maria de Solsona (1514 - 1531) i President de la Generalitat de Catalunya (1524 - 1527) |
| 32 | Girolamo Doria                             | 1533-1558      | Abans de ser nomenat arquebisbe de Tarragona ja havia administrat les esglésies de Nebbi, Jaca i Osca. Va ser nomenat per Climent VII i va prendre possessió de la seu tarragonina el 5 de juliol de 1533, per poders, i no va visitar mai la seu. Va ser proposat com a President de la Generalitat de Catalunya en el trienni 1539-1542, però va renunciar. |
| 33 | Ferran de Lloaces i Peres                  | 1560-1567      | Patriarca d'Antioquia. Presidí el Concili Provincial de 1564 que fou el primer concili cristià que acceptà les conclusions del Concili de Trento. Va ser President de la Generalitat de Catalunya (1559-1560). |
| 34 | Bartolomé Sebastián Valero de Arroitia     | 1567-1568      | - |
| 35 | Gaspar Cervantes de Gaeta                  | 1568-1575      | Cèlebre per la institució de la Universitat de Tarragona i per la donació d'una sèrie de tapissos a la Catedral |
| 36 | Antoni Agustí i Albanell                   | 1576-1586      | El seu ardiaca Rafael d'Oms fou president de la Generalitat de Catalunya (1581 - 1584), això l'ajudà a impulsar l'humanisme a Catalunya. Va fer de mitjancer entre bandolers;nyerros i cadells |
| 37 | Joan Terès i Borrull                       | 1587-1603      | Virrei de Catalunya (1602 - 1603). Fou el primer arquebisbe a utilitzar el ritu romà a les celebracions de la Catedral |
| 38 | Joan Vich i Manrique de Lara               | 1604-1611      | - |
| 39 | Joan de Montcada i Gralla                  | 1613-1622      | - |
| 40 | Juan de Hoces                              | 1624-1626      | - |
| 41 | Juan de Guzmán Mendoza                     | 1627-1633      | - |
| 42 | Antonio Pérez Maxo                         | 1633-1637      | Gran defensor de les bases populars eclesiàstiques, presidí el concili que acordà observar les antigues constitucions que manaven que la predicació fos en català |
| seu vacant (1637 - 1653): Quan es preparava l'ordenació del nou arquebisbe, esclatà la Guerra dels Segadors. |                                            |                | |
| 43 | Francesc de Rojas i Artés                  | 1653-1663      | - |
| 44 | Juan Manuel de Espinosa y Manuel           | 1663-1679      | - |
| 45 | Josep Sanxis i Ferrandis                   | 1680-1694      | El Concili Provincial li va renovar el títol de Primat de les Espanyes |
| 46 | Josep Llinàs i Aznar                       | 1695-1710      | Frare mercedari. Recolzà la Comuna del Camp quan es van unir a la causa de l'Arxiduc Carles |
| 47 | Isidor Bertran i Garcia                    | 1712-1719      | Només va ser presentat, però no arribà a ser consagrat |
| 48 | Miquel Joan de Taverner i Rubí             | 1720-1721      | - |
| 49 | Manuel de Samaniego y Jaca                 | 1721-1728      | - |
| 50 | Pere de Copons i Copons                    | 1728-1753      | - |
| 51 | Jaume Cortada i Bru                        | 1753-1762      | - |
| 52 | Llorenç Despuig i Cotoner                  | 1763-1764      | - |
| 53 | Joan Laurio i Lanzis                       | 1764-1777      | - |
| 54 | Joaquín de Santiyán y Valdivielso          | 1779-1783      | Anomenat L'Arquebisbe urbanista |
| 55 | Francesc Armanyà i Font                    | 1785-1803      | - |
| 56 | Romuald Mon i Velarde                      | 1804-1816      | Impulsor del port de Tarragona |
| 57 | Antoni Bergosa i Jordà                     | 1818-1819      | - |
| 58 | Jaume Creus i Martí                        | 1820-1825      | - |
| 59 | Antonio Fernando de Echanove y de Zaldívar | 1826-1854      | - |
| 60 | Josep Domènec Costa i Borrás               | 1857-1864      | - |
| 61 | Francesc Fleix i Solans                    | 1864-1870      | Feu una gran reestructuració de l'arquebisbat, seguint les normes del Concordat de 1851. Participà en el Concili Vaticà I com a Primat de les Espanyes |
| 62 | Constantí Bonet i Zanuy                    | 1875-1878      | - |
| 63 | Benet Vilamitjana i Vila                   | 1879-1888      | - |
| 64 | Tomàs Costa i Fornaguera                   | 1889-1911      | Aconseguí el 1897 del papa Lleó XIII la recuperació de la categoria universitària per al Seminari Pontifici de Tarragona que passa a ser de nou la Universitat Pontifícia, amb les facultats de teologia, dret canònic i filosofia. El papa Pius X suprimeix la festa de precepte de Santa Tecla                                                              |
| 65 | Antolín López Peláez                       | 1913-1918      | Gràcies a ell es constituí al Seminari una càtedra de català i d'història de Catalunya, i fundà el Museu Diocesà de Tarragona. Aconseguí convèncer el papa Benet XV de la restauració de la festa de Santa Tecla com de precepte |
| 66 | Francesc d'Assís Vidal i Barraquer         | 1919-1943      | El 1920 fundava l'Arxiu Arxidiocesà. El 1936 va haver d'amagar-se de milicians de la FAI que volien matar-lo juntament amb multitud de preveres de l'arxidiòcesi, tot i això, el 1937 es negà a firmar la Carta col·lectiva dels bisbes espanyols, fet pel qual se li va impedir el retorn al bisbat el 1939, morí a l'exili, prop de Friburg, el 1943        |
| 67 | Manuel Arce Ochotorena                     | 1944-1948      | - |
| 68 | Benjamín de Arriba y Castro                | 1949-1970      | Significat franquista |
| 69 | Josep Pont i Gol                           | 1970-1983      | Va realitzar una gran renovació d'òrgans de govern i d'impuls pastoral, aplicant les directrius del Concili Vaticà II. Va aconseguir fer retornar les despulles del cardenal Vidal i Barraquer |
| 70 | Ramon Torrella i Cascante                  | 1983-1996      | - |
| 71 | Lluís Martínez i Sistach                   | 1997-2004      | - |
| 72 | Jaume Pujol i Balcells                     | 2004 - 2019    | - |
| 73 | Joan Planellas i Barnosell                 | D'ençà el 2019 | - |